# MOK Marsonia
MOK Marsonia – chorwacki klub siatkarski ze Slavonskiego Brodu założony jako szkoła siatkarska 30 czerwca 2009 roku.
Od sezonu 2015/2016 występuje w centralnych rozgrywkach organizowanych przez Chorwacki Związek Piłki Siatkowej. Początkowo startował w 2. lidze. W sezonie 2018/2019 został mistrzem 2. ligi wschodniej i uzyskał awans do najwyższej klasy rozgrywkowej – Superligi.
MOK Marsonia swoje mecze domowe rozgrywa w hali sportowej Vijuš (sportska dvorana Vijuš).
Klub zajmuje się również szkoleniem młodzieży w ramach szkoły siatkarskiej i prowadzi drużyny juniorów, kadetów i kadetów młodszych.

## Bilans sezonów
| Sezon     | Rozgrywki ligowe   | Rozgrywki ligowe | Puchar      |
| Sezon     | Poziom             | Miejsce          | Puchar      |
| --------- | ------------------ | ---------------- | ----------- |
| 2015/2016 | 2. A liga (wschód) | 4/9              | —           |
| 2016/2017 | 2. liga (wschód)   | 6/10             | —           |
| 2017/2018 | 2. liga (wschód)   | 4/8              | —           |
| 2018/2019 | 2. liga (wschód)   | 1/9              | 1/8 finału  |
| 2019/2020 | Superliga          | 10/12            | 1/8 finału  |
| 2020/2021 | Superliga          | 8/11             | 1/8 finału  |
| 2021/2022 | Superliga          | 9/12             | ćwierćfinał |
| 2022/2023 | Superliga          | 11/12            | 1/8 finału  |
| 2023/2024 | Superliga          | 5/12             | 1/8 finału  |
| 2024/2025 | Superliga          | 5/10             | 1/8 finału  |

Poziom rozgrywek:
     pierwszy poziom
     drugi poziom